# 慶光院
慶光院（けいこういん）は伊勢国（現在の三重県伊勢市）にあった臨済宗の寺院。山号は神護山。廃寺ののち、神宮祭主職舎として使われている。

## 概略
臨済宗の寺院ではあったが本山を持たない単立寺院で、『勢陽五鈴遺響』によれば慶光院には仏像も梵鐘も無かったとされるが、『閑際隨筆』（山神舎人守冑）の「慶光院住職之次第」や『元文五年神社寺院改帳』によれば本尊は「釈迦弥陀」で境内には観音堂と弁財天堂、鎮守天神社があったと伝わり、『神宮興略』には本尊は薬師如来であったとの記述があるという。
寺は当初、山田西河原（現在の伊勢市宮後）にあったが、慶長年間（1596年 - 1615年）に宇治に僧房を構えた際、3世清順が居室に許された「慶光院」の号を正式な寺の名とした。
江戸時代には主に朝廷・将軍家などの依頼による祈祷を行なっていたとも、天下泰平の祈祷を行って祈祷札を領していたともされるが、明治2年に伊勢にあった100ヶ所以上の寺院とともに廃寺となった。

## 歴史
室町時代の創建とされる尼寺で、寺伝によれば永和2年（1376年）ごろに周徳と言う人があって、そののちに断絶していたのを守悦が中興したとされ、この事から守悦は初世とされる。
守悦は飛鳥井家出身の人物と伝わっており、飛鳥井雅俊からの書状が現存している。守悦は勧進を行なって延徳3年（1491年）と永正2年（1505年）の2度に渡る宇治橋の架け替えに尽力した功績により、上人号と紫衣を許された。
2世智珪については堂上家の出身とされるが、家名も判らず事蹟も不明。守悦の弟子として紀州に在住し、天文15年（1546年）に熊野で没した。
戦国時代の3世清順（？ - 永禄9年4月3日（1566年4月22日））も勧進によって天文18年（1549年）に宇治橋の架け替えを実現したことで、天文20年に後奈良天皇からその居室に対して「慶光院」の綸旨を賜った。更に清順は100年余に渡って途絶えていた伊勢神宮の正遷宮復興のため多くの戦国大名などに働きかけ、永禄6年（1563年）には豊受大神宮（外宮）の正遷宮を129年ぶりに実現したが、その3年後に入寂した。
4世の周養は師・清順の意志を継ぎ、続いて皇大神宮（内宮）の正遷宮を行なうことを目指して勧進を行ない、天正3年（1575年）に内宮の仮殿遷宮に漕ぎ着けた。続いて勧進を行なった周養は織田信長と知遇を得て造替費として銭3,000貫文の寄進を受け、本能寺の変で信長が没した後は豊臣秀吉から銭1万貫文の寄進を受けた。これらによって天正13年（1585年）に内宮と外宮同時の遷宮が実現されたが、内宮の正遷宮は実に123年ぶりのことであった。
5世・周清が院主であった慶長8年（1603年）と、寛永6年（1629年）・慶安2年（1649年）の正遷宮では江戸幕府から遷宮朱印状が慶光院に下されるなど神宮と密接な関係にあったが、寛文6年（1666年）の遷宮から神宮との関係が薄くなったという。
寺領として度会郡の磯村に、409石2斗6合9升012を有し、江戸時代を通じて朝廷や幕府・御三家からの崇敬を受けたが、明治維新とその後の神仏分離・廃仏毀釈の風潮に伴い、1869年（明治2年）に廃寺となった。

### 近代
廃寺となった慶光院は伊勢神宮によって買い取られて1872年（明治5年）に神宮司庁の庁舎となり、1890年（明治23年）に神宮祭主職舎となった。その後、幾度かの整備が行なわれており、現在の姿となっている。なお、現在も宗教施設として使用されているため、おはらい町の一角にあるものの普段は非公開。毎年11月前半に3日程度の期間で本館の一部が公開されているが、内部の写真撮影についても「宗教施設である」などの理由で制限されている。

## 歴代住持
廃寺となるまでに住持は15代を数えた。以下に『内宮権任物忌内人家系』『内宮職掌家譜』に記載のある13代までの住持とその入寂した日について記す。
1. 心鏡守悦（文明元年（1469年）7月18日卒）[注釈 2]
2. 宝山智珪（天文15年（1546年）7月5日卒）
3. 行屋清順（永禄9年（1566年）4月2日卒）
4. 千栄周養（慶長16年（1611年）4月25日卒）
5. 明隠周清（慶安元年（1648年）9月2日卒）
6. 玉容周宝（寛永17年（1640年）5月5日卒）
7. 天室周長（慶安5年（1652年）4月10日卒）
8. 松嶽周貞（延宝4年（1676年）4月24日卒）
9. 安山周榮（貞享3年（1686年）6月24日卒）
10. 梅峯周香（宝暦5年（1755年）6月24日卒）
11. 法嚴周奥（宝暦9年（1759年）8月5日卒）
12. 麗嚴周億（安永9年（1780年）12月13日卒）
13. 光栄周恭（没年不詳）
14. 桂厳周昌（慶応2年（1866年）6月6日卒）
15. 慶光院盈子（昭和9年（1934年）12月15日卒[18]）

## 文化財など
神宮祭主職舎本館が国の重要文化財、勝手所と表門が三重県有形文化財に指定されている。

### 本館
慶光院の客殿だった建物で、慶長前期に豊臣秀吉の命令で建てられたとも伝わっており、淀殿がこれに触れた手紙も残っているが、現在ではその建築様式や使われている工法・技法から江戸時代の寛永末期に建立されたと考えられている。
木造平屋建、入母屋造本瓦葺で、南面の東端に切妻造本瓦葺の中門（ちゅうもん）と中門廊がある一方で東面北寄りに正式な玄関として式台が設けられており、中門が形式化していく過渡期の建築様式とされている。式台前面には唐破風造檜皮葺の車寄せがあるが、これは1891年（明治24年）の改修によるもの。
柱は面取り角柱で、組物は舟肘木、軒は二軒疎垂木（ふたのきまばらだるき）とする。間取りは東西3室を南北2列に配した6部屋とし、南列・北列ともに東から12畳、15畳、18畳とする。これらの四方に入側（広縁）を巡らし、東・南・西面には落縁を設ける。入側は東面全体と南面の東寄り（中門付近）を板張りとするほか、畳敷きとする。落縁は縁先に雨戸を建て込んで室内空間に取り入れている。北列西側の部屋を上段の間とし、室内に矩折（かねおり、L字形）に框（かまち）を設けて上段を形成する。上段の間は天井を二重折上小組格天井（にじゅうおりあげこぐみごうてんじょう）とし（他の室は棹縁天井）、大床（おおどこ）、違い棚、帳台構えを設けるなど格式の高い造りとしている。上段の間の西側には入側に張り出して3畳の上々段を設け、違い棚と付書院を設ける。中門が形式的になり、落縁を室内に取り込むなど、新しい要素もみられ、明治期の改造もあるが、躯体部分は建築当時の状態を良好に残しており、主殿造の数少ない本格的な遺例として貴重な建物である。
室内の杉戸に残る唐獅子などの絵は狩野派によるもの。かつては狩野永徳筆の障壁画があったとされるが現存しない。2002年12月26日に国の重要文化財に指定された。

### 勝手所
控室部と台所部が連結された木造平屋建の建物で、屋根は切妻造本瓦葺。台所部は棟札から天保14年（1843年）の建築と考えられている。なお、現在に残る寛政4年（1792年）と文久元年（1861年）の絵図に大きな違いがあることや文政年間（1818年 - 1830年）に大修理が行なわれた記録があること、控室部の柱間寸法が本館と同じ京間6尺5寸なのに対して台所は中京間6尺1寸となっていることなどから、台所は明治時代前半の整備に際して現在の場所に移築されたものと考えられている。1997年3月6日に県有形文化財指定。

### 表門
木造（総欅造）切妻造本瓦葺の一間薬医門で、内宮御師であった太郎館季光の屋敷にあったものを1873年（明治6年）に移築。鬼瓦の銘から天保12年（1841年）に造られたものとされる。1997年3月6日に県有形文化財指定。

### 慶光院文書
寺に伝わった室町期から明治期にかけての古文書類は「慶光院文書」と呼ばれ約1,700点を数える。これらは1954年（昭和29年）に関連する資料とともに神宮徴古館の管理下となっている。

## その他
- 江戸幕府3代将軍・徳川家光の側室であるお万の方（六条有純の娘）が、慶光院の住持であったと「徳川諸家系譜」「幕府祚胤伝 」などの資料に記されているが、慶光院の歴代住持の中に六条有純の娘の名前はない。またお万の方が慶光院の跡目相続の挨拶のため江戸へ下向したとされる寛永16年（1639年）に慶光院の住持であったのは6代目・周宝であり、翌17年（1640年）に周宝が没してからも、既に隠居の身であった5代目・周清が実質的な住持であった[28]。慶光院の「由緒書」によれば、お万の方が慶光院の尼僧であったという伝承は、寛永寺の「御法号記」にあったものを、文政2年（1819年）6月に13代目・周恭が（本坊修復願いにより）参府した折に初めて知った話であるといい、「御法号記」にあるお万の方住持説は、慶光院では証拠がないことだと説明している[29]。